# El Temür
El Temür (mong. Яньтөмөр - Yanitömör, chiń. 燕帖木儿; ur. 1285, zm. 1333) – kipczacki oficer, który w 1328 osadził  cesarza Wenzonga na tronie dynastii Yuan.
Po śmierci cesarza Jisüntemüra w 1328 r. rozgorzała walka, znana pod nazwą wojny dwóch stolic – Shangdu i Dadu (dzis. Pekin), którą wygrał El Temür. Było to starcie wywołane przez konflikt klanowy, najkrwawszy konflikt w historii dynastii Yuan. Po zwycięstwie cesarz Wenzong abdykował na rzecz brata, Kusali, którego popierał chan czagatajski Eldżigedej. Wenzong wydał ucztę na cześć brata, po której jego brat rozchorował się i zmarł, podobno otruty przez kipczackiego oficera. Regent El Temür złamał potęgę wspierających Kusalę watażków zagrażających pozycji jego i cesarstwa. Miał córkę, Danashiri, która została poślubiona kolejnemu marionetkowemu cesarzowi, Toghon Temürowi (cesarz Weizong), ostatniemu z dynastii Yuan, a także syna, dowódcę Tangqishi (Tankis). W 1335 r. regent wraz z Danashiri i Tankisem został obalony i zamordowany przez niegdysiejszego sojusznika, Bajana z plemienia Merkitów. Następnie przejął on funkcje regenta i prawej ręki cesarza i sam stał się kolejną osobą sterującą Weizongiem. Sam stracił potem życie z rąk wybitnego doradcy cesarza, bratanka Bajana Tokto'a.

## Kultura masowa
Rolę El  Temüra odtworzył Jeon Gook-hwan w koreańskim serialu Cesarzowa Ki  (kor. 기황후, MOCT: Gi Hwanghu) z lat 2013–2014.